# MihimaCLIP Special Edition 〜HIROKO & miCKun Solo Library〜
『mihimaCLIP Special Edition 〜HIROKO&miCKun Solo Library〜』（ミヒマクリップ スペシャル エディション 〜ヒロコアンドミックン ソロ ライブラリー〜）は、mihimaru GTが2011年8月3日に発売したビデオ・クリップ集。

## 概要
2010年10月から2011年5月の間を軸として、hirokoとmiyakeはそれぞれ「HIROKO」、「miCKun」としてソロ活動を展開し、その間に発売されたシングル、アルバムのビデオクリップ、ライブ映像を集めたDVDである。
ライブ映像はHIROKOは「年末ジャンボ宝イヴ'10〜どどすこすこすこ ヒロ注入♪〜@赤坂BLITZ」、miCKunは「年末ジャンボ宝イヴ'10〜どどすこすこすこ ミツ注入♪〜@赤坂BLITZ」のライブ映像である。
26thシングル「エボ★レボリューション」と同時発売された。

## 収録曲
VIDEO CLIP
 miCKun
1. 鏡花水月 feat.舞花
1stシングル

HIROKO
1. GIRLZ UP〜stand up for yourself〜
1stシングル
2. 最後の恋
2ndシングル
3. Promise You
1stアルバム収録曲

LIVE映像
miCKun
1. 鏡花水月 feat.舞花
2. BEGINNING feat.55MONKEYZ
3. 恋の花咲かせナイト★フィーバー feat.SEAMO & Missing Link

HIROKO
1. GIRLZ UP〜stand up for yourself〜
2. 最後の恋
3. Clever Lady